# Гальваноз
Гальваноз, гальванизм, англ. galvanism, electrogalvanism — электрохимическое явление, возникающее во рту после стоматологического протезирования, для которых использованы детали, изготовленные из разных металлов. В результате их коррозии между разными металлами возникает разность потенциалов и протекает электрический ток, а также высвобождаются ионы металла (некоторые из них цитотоксичны) и возникают покалывание, боль, жжение и другие неприятные ощущения.

## История
Гальваноз впервые был описан в 1878 году, а первый научный обзор этого явления был опубликован в 1933 году.

## Симптомы
Симптомы гальваноза возникают через 1–2 месяца после протезирования.
При гальванозе пациент ощущает металлический привкус во рту, сухость слизистой ротовой полости, искажение вкуса, жжение языка. Кроме того, могут появляться неврологические нарушения, вызванные постоянным стрессом: головные боли, повышенная раздражительность и другие.

## Механизм возникновения
Жидкая среда в ротовой полости проводит электрический ток (является электролитом). Детали из металлических сплавов, расположенные во рту, под воздействием фтора и pH влажной среды подвергаются коррозии. Когда эти сплавы имеют разный состав, из-за разности электрохимических потенциалов составляющих их металлов один из них становится анодом, а другой — катодом. Из-за электрохимической разности потенциалов между анодом и катодом протекает электрический ток, вызывающий неприятные ощущения.
Чем выше концентрация фтора и ниже pH среды, тем быстрее корродирует (хуже сопротивляется коррозии) сплав имплантата или протеза. Корродирующий металл не только генерирует электрический ток, но и выделяет в окружающие ткани свои ионы, которые могут обладать цитотоксическим эффектом.
Помимо химически активных факторов среды ротовой полости, устойчивость к гальванизации импланто-протезной системы зависит от химического состава её сплавов и состояния поверхности её деталей.
Микроскопические дефекты на поверхностях деталей имплантат-протезной системы способствуют образованию на них бактериальных биоплёнок, и продукты метаболизма этих колони бактерий усиливают коррозию деталей.
Выделюящиеся в резальтате коррозии в окружающие ткани оксид титана и другие производные от материала имплантата вещества вызывают воспаление, которое в итоге приводит к уменьшению срока службы имплантата.
Среди используемых для имплантации и протезирования в стоматологии материалов наименее стойкими к коррозии являются никель-хромовые сплавы, несколько более стойкими — кобальт-хромовые сплавы, а наиболее коррозионно-стойкие — сплавы драгоценных металлов и титановые сплавы, в том числе Ti6Al4V.
При гальванозе разница потенциалов в ротовой полости пациента составляет 120 и более милливольт.